# Michael Gregory (Schauspieler)
Michael Gregory (* 26. November 1944 in Brooklyn, New York City, New York als Gary Steven Meimar) ist ein US-amerikanischer Schauspieler, Synchronsprecher und ehemaliger Personenschützer sowie Model. Er wirkte vor allem in den 1970er Jahren und 1980er Jahren als Episodendarsteller in verschiedenen US-amerikanischen Fernsehserien mit. Er wurde auch unter den Pseudonymen Mike D'Gard, Mike D'Gord oder Marlon Mann geführt.

## Leben
Michael Gregory wurde am 26. November 1944 im New Yorker Bezirk Brooklyn als Gary Steven Meimar geboren. Seine Eltern sind Sally und Angelo Socrates Meimar. Er machte seinen Associate Degree am Hartnell College im kalifornischen Salinas. Später besuchte er die San Francisco State University, die er mit dem Bachelor of Arts verließ. Er erhielt Schauspielunterricht unter anderen von Sam Elliott. Ihn verbindet eine Freundschaft mit dem Schauspieler und Synchronsprecher Rick Fitts. Er diente während des Vietnamkriegs als Human Resources Specialist in der United States Army. In den 1970er Jahren arbeitete er unter anderen als Leibwächter für Dean Martin und gründete seine eigene Firma Brownstone America. Zu Beginn seiner Karriere war er außerdem als Model tätig.
Sein Filmschauspieldebüt bestritt Gregory 1967 im Film Die teuflischen Engel in einer Kleinstrolle. Über Episodenrollen in verschiedenen US-amerikanischen Fernsehserien und Nebenrollen in Spielfilmen wie Was nützt dem toten Hund ein Beefsteak? oder Zwei Minuten Warnung konnte er sich in den frühen 1970er Jahren als Schauspieler etablieren. 1977 stellte er in drei Episoden der Fernsehserie General Hospital die Rolle des Dr. Rick Webber dar. Ab Ende der 1970er Jahre war er vermehrt als Synchronsprecher zu hören. 1982 stellte er in fünf Episoden der Fernsehserie Zeit der Sehnsucht die Rolle des Capt. Cyril Edwards dar. 1985 verkörperte er in insgesamt drei Episoden der Fernsehserie Der Denver-Clan die Rolle des Nikolai. Er hatte außerdem unter anderen Nebenrollen 1985 in Joey und Nomads – Tod aus dem Nichts, 1986 in Der Callgirl Club, 1987 in RoboCop, 1988 in Der Couch-Trip und 1989 in Operation Nightbreaker.
In den 1990er Jahren fokussierte sich Gregory mehr auf Tätigkeiten als Synchronsprecher und war als Schauspieler häufiger als Nebendarsteller in verschiedenen Filmproduktionen zu sehen. Zu Beginn der 2000er Jahre wirkte er in den Filmen S.W.A.T. – Die Spezialeinheit, Grand Theft Parsons und Explosionsgefahr: Eine Stadt am Abgrund mit. Seine Stimme war außerdem in den Videospielen EverQuest II und Erweiterungen sowie in Dragon Age: Origins und Star Wars: The Old Republic zu hören. In dem 2013 erschienenen Videospiel Dota 2 sprach er die Charaktere Bounty Hunter, Silencer und Clinkz.

## Filmografie (Auswahl)
- 1967: Die teuflischen Engel (The Glory Stompers)
- 1971: Die Partridge Familie (The Partridge Family, Fernsehserie, Episode 2x03)
- 1971: See the Man Run (Fernsehfilm)
- 1973: Es bleibt in der Familie (All in the Family, Fernsehserie, Episode 3x20)
- 1973: Shaft (Fernsehserie, Episode 1x01)
- 1973: Kojak – Einsatz in Manhattan (Kojak, Fernsehserie, Episode 1x06)
- 1974: Police Story – Immer im Einsatz (Police Story, Fernsehserie, Episode 2x02)
- 1975: Was nützt dem toten Hund ein Beefsteak? (Mr. Ricco)
- 1975: Rauchende Colts (Gunsmoke, Fernsehserie, Episode 20x23)
- 1975: Joe Forrester (Fernsehserie, Episode 1x02)
- 1975: Make-up und Pistolen (Police Woman, Fernsehserie, Episode 2x10)
- 1976: Ach, du lieber Himmel (Good Heavens, Fernsehserie, Episode 1x03)
- 1976: Zwei Minuten Warnung (Two-Minute Warning)
- 1977: General Hospital (Fernsehserie, 3 Episoden)
- 1978: Fantasy Island (Fernsehserie, Episode 2x01)
- 1979: Love Boat (The Love Boat, Fernsehserie, Episode 2x16)
- 1979: Beach Patrol (Fernsehfilm)
- 1980: Sheriff Lobo (The Misadventures of Sheriff Lobo, Fernsehserie, Episode 1x22)
- 1980: Captive
- 1981: B.J. und der Bär (B.J. and the Bear, Fernsehserie, Episode 3x06)
- 1981: A Gun in the House (Fernsehfilm)
- 1981: Das Tal der Puppen (Jacqueline Susann's Valley of the Dolls, Miniserie)
- 1981: Longshot – Ihre Chance ist 1:1000 (Longshot)
- 1981: Escape from DS-3
- 1982: Quincy (Fernsehserie, Episode 7x20)
- 1982: Simon & Simon (Fernsehserie, Episode 2x03)
- 1982: Zeit der Sehnsucht (Days of Our Lives, Fernsehserie, 5 Episoden)
- 1982: Die Zeitreisenden (Voyagers!, Fernsehserie, Episode 1x06)
- 1983: Ein Fall für Professor Chase (Manimal, Fernsehserie, Episode 1x01)
- 1983: Ein Colt für alle Fälle (The Fall Guy, Fernsehserie, Episode 3x10)
- 1984: Automan (Fernsehserie, Episode 1x09)
- 1984: Matt Houston (Fernsehserie, Episode 3x01)
- 1984: Beverly Hills Cop – Ich lös’ den Fall auf jeden Fall (Beverly Hills Cop)
- 1984: Hardcastle & McCormick (Hardcastle and McCormick, Fernsehserie, Episode 2x10)
- 1985: Mike Hammer (Fernsehserie, Episode 2x14)
- 1985: Finder of Lost Loves (Fernsehserie, Episode 1x21)
- 1985: Die Fälle des Harry Fox (Crazy Like a Fox, Fernsehserie, Episode 1x13)
- 1985: Der Denver-Clan (Dynasty, Fernsehserie, 3 Episoden)
- 1985: Das A-Team (The A-Team, Fernsehserie, Episode 4x07)
- 1985: Joey
- 1985: Nomads – Tod aus dem Nichts (Nomads)
- 1986: Der Callgirl Club (Beverly Hills Madam, Fernsehfilm)
- 1986: Die gnadenlose Clique (Band of the Hand)
- 1986: You Again? (Fernsehserie, Episode 1x09)
- 1986: Dieses süße Leben (Easy Street, Fernsehserie, Episode 1x03)
- 1987: Matlock (Fernsehserie, Episode 1x19)
- 1987: Throb (Fernsehserie, Episode 1x18)
- 1987: RoboCop
- 1987: Hunter (Fernsehserie, Episode 3x22)
- 1987: Duet (Fernsehserie, Episode 2x01)
- 1987: Savage Harbour
- 1987: Ein Vater zuviel (My Two Dads, Fernsehserie, Episode 1x07)
- 1988: Troubleshoot (Fernsehfilm)
- 1988: Der Couch-Trip (The Couch Trip)
- 1988: My Sister Sam (Fernsehserie, Episode 2x07)
- 1988: The Bronx Zoo (Fernsehserie, Episode 2x05)
- 1988: Murphy Brown (Fernsehserie, Episode 1x03)
- 1989: Operation Nightbreaker (Nightbreaker, Fernsehfilm)
- 1989: Zurück in die Vergangenheit (Quantum Leap, Fernsehserie, Episode 1x03)
- 1989: Full House (Fernsehserie, Episode 2x20)
- 1989: The Tattoo Chase
- 1989: Prime Target – Jagd auf die Bombenleger (Prime Target, Fernsehfilm)
- 1989: B.O.R.N.
- 1989–1990: Freddy's Nightmares: A Nightmare on Elm Street – Die Serie (Freddy's Nightmares, Fernsehserie, 2 Episoden)
- 1990: Unser lautes Heim (Growing Pains, Fernsehserie, Episode 5x20)
- 1990: Ein Vater zuviel (My Two Dads, Fernsehserie, Episode 3x17)
- 1990: Die totale Erinnerung – Total Recall (Total Recall)
- 1990: Geld stinkt nicht (Working Tra$h, Fernsehfilm)
- 1991: Codename Black Angel (Flight of Black Angel. Fernsehfilm)
- 1991: MacGyver (Fernsehserie, Episode 6x20)
- 1991: Dream On (Fernsehserie, Episode 2x07)
- 1991: Lena's Holiday
- 1991: Highway Hunter
- 1991–1992: Wunderbare Jahre (The Wonder Years, Fernsehserie, 2 Episoden)
- 1992: Der Rasenmähermann (The Lawnmower Man)
- 1992: Sway
- 1992: Screenplay (Fernsehserie, Episode 7x13)
- 1992: Die Kandidatin – Für Familie und Vaterland (Majority Rule, Fernsehfilm)
- 1992: Columbo: Ein Spatz in der Hand (A Bird in the Hand…, Fernsehreihe)
- 1993: Fire Force
- 1994: Screen Two (Fernsehserie, Episode 10x08)
- 1994: Zero Tolerance
- 1994: The Glass Shield
- 1994: Geschichten aus der Gruft (Tales from the Crypt, Fernsehserie, Episode 6x03)
- 1996: Eraser
- 1996: Die Legende von Pinocchio (The Adventures of Pinocchio)
- 1996: Ghosts (Kurzfilm)
- 1996: Passion Overkill – Lust die tötet (Hungry for You)
- 1997: Born Bad
- 1997: Bella Mafia (Fernsehfilm)
- 1998: JAG – Im Auftrag der Ehre (JAG, Fernsehserie, Episode 3x12)
- 1999: Air America (Fernsehserie, Episode 1x21)
- 1999: Stealth Fighter
- 1999: Better Never Than Late (Kurzfilm)
- 2000: Die 3 Stooges (The Three Stooges, Fernsehfilm)
- 2001: Skippy
- 2001: Outlaw
- 2002: Bat Attack – Angriff der Fledermäuse (Fangs)
- 2002: Spider's Web
- 2002: Murderous Camouflage
- 2003: S.W.A.T. – Die Spezialeinheit (S.W.A.T.)
- 2003: Grand Theft Parsons
- 2003: Emergency Room – Die Notaufnahme (ER, Fernsehserie, Episode 10x08)
- 2003: Cigarette (Kurzfilm)
- 2004: The Eliminator
- 2004: Explosionsgefahr: Eine Stadt am Abgrund (Combustion, Fernsehfilm)
- 2006: Seth
- 2006: The Adventures of Johnny Tao: A Kung Fu Fable
- 2007: Adventures of Johnny Tao
- 2007: Sublime
- 2007: Cartel, 1882
- 2007: Believers
- 2007: Blue Eyes
- 2008: Real Fiction (Kurzfilm)
- 2009: Mexican Gold
- 2009: Ghost Whisperer – Stimmen aus dem Jenseits (Ghost Whisperer, Fernsehserie, Episode 5x06)
- 2010: Awaken Me (Kurzfilm)
- 2011: Burn Notice (Fernsehserie, Episode 5x04)
- 2015: He Went Down There to Die (Kurzfilm)
- 2017: All About the Money
- 2017: Like Father, Like Son (Kurzfilm)
- 2018: Trickster
- 2018: Due Date (Kurzfilm)

## Synchronisation (Auswahl)
- 1979: Die Jäger des Cagliostro (Rupan sansei: Kariosutoro no shiro/ルパン三世 カリオストロの城, Zeichentrickfilm)
- 1991: Kidô senshi Gundam 0083: Stardust Memory (機動戦士ガンダム0083 STARDUST MEMORY) (Zeichentrickserie)
- 1992–1998: Giant Robo the Animation: The Day the Earth Stood Still (Jaianto Robo: The Animation - Chikyuu ga Seishi Suru Hi/ジャイアントロボ THE ANIMATION -地球が静止する日, Zeichentrickserie, 7 Episoden)
- 1993: The Horde (Computerspiel)
- 1994: Midnight Raiders (Computerspiel)
- 1995: Armitage III (Armitage the Third/アミテージ・ザ・サード, Zeichentrickserie, Episode 1x02)
- 1996: Amagedon (Zeichentrickfilm)
- 1996: Mobile Suit Gundam: The 08th MS Team (Kidô senshi Gundam: Dai 08 MS shôtai, Zeichentrickserie)
- 1996: Fushigi Yûgi: Memories First OAV (Zeichentrickserie)
- 1996: The Adventures of Pinocchio (Computerspiel)
- 1996: Eraser – Turnabout (Computerspiel)
- 1998: Outlaw Star (Zeichentrickserie, 3 Episoden)
- 1998: Trigun (Toraigan/トライガン, Zeichentrickserie)
- 1998: Cowboy Bebop (Kaubōi Bibappu/カウボーイビバップ, Zeichentrickserie, Episode 1x01)
- 1998: Serial Experiments Lain (Zeichentrickserie, Episode 1x05)
- 1999: Dual! Parallel Trouble Adventure (Dual! Paralle lunlun monogatari/デュアル!ぱられルンルン物語, Zeichentrickserie, 3 Episoden)
- 1999: Sol Bianca: The Legacy (太陽の船: ソルビアンカ, Zeichentrickserie)
- 2000: Submitted for Your Approval (Kurzfilm; Erzähler)
- 2000: Humanoid Kikaider: The Animation (Jinzô ningen Kikaidâ: The Animation/人造人間キカイダー THE ANIMATION, Zeichentrickserie)
- 2000: The Bouncer (Computerspiel)
- 2001: Cowboy Bebop – Der Film (Cowboy Bebop: Tengoku no tobira/COWBOY BEBOP 天国の扉, Zeichentrickfilm)
- 2001: Kikaider 01: The Animation (Kikaidâ Zero Wan: The Animation)
- 2002: Armitage: Dual Matrix
- 2003–2004: Ghost in the Shell: Stand Alone Complex (Kōkaku Kidōtai: Stand Alone Complex/攻殻機動隊 STAND ALONE COMPLEX, Zeichentrickserie, 2 Episoden)
- 2004: EverQuest II (Computerspiel)
- 2004: EverQuest II: Kingdom of Sky (Computerspiel)
- 2006: EverQuest 2: Die gefallene Dynastie (EverQuest II: The Fallen Dynasty, Computerspiel)
- 2006: Ghost in the Shell – Stand Alone Complex: Solid State Society (Kôkaku kidôtai: Stand Alone Complex Solid State Society/攻殻機動隊 STAND ALONE COMPLEX Solid State Society, Zeichentrickfilm)
- 2006: The Apartment (Kurzfilm)
- 2009: Dragon Age: Origins (Computerspiel)
- 2011: Star Wars: The Old Republic (Computerspiel)
- 2012: Ninja Gaiden 3 (Computerspiel)
- 2012: Call of Duty: Black Ops II (Computerspiel)
- 2013: Dota 2 (Computerspiel)
- 2013: Clubhouse
- 2014: World of Warcraft: Warlords of Draenor (Computerspiel)
- 2016: Mirror's Edge: Catalyst (Computerspiel)
- 2016: Mafia III (Computerspiel)
- 2017: Madden NFL 18 (Computerspiel)
- 2018: Artifact (Computerspiel)
- 2020: Cyberpunk 2077 (Computerspiel)
- 2023: Cyberpunk 2077: Phantom Liberty (Computerspiel)